# De ce pe mine?
De ce pe mine? este un film românesc din 2016 regizat de Dan Chișu. Rolurile principale au fost interpretate de actorii Alex Bogdan, Emanuel Pârvu, Andrei Huțuleac, Tudor Istodor.

## Distribuție
Distribuția filmului este alcătuită din:
- Tudor Aaron Istodor
- Cristian Pârvu
- Codin Maticiuc
- Tudor Giurgiu
- Ovidiu Niculescu
- Andrei Huțuleac
- Cristian Agopian
- Alex Bogdan
- Emanuel Pârvu